# ArtEZ

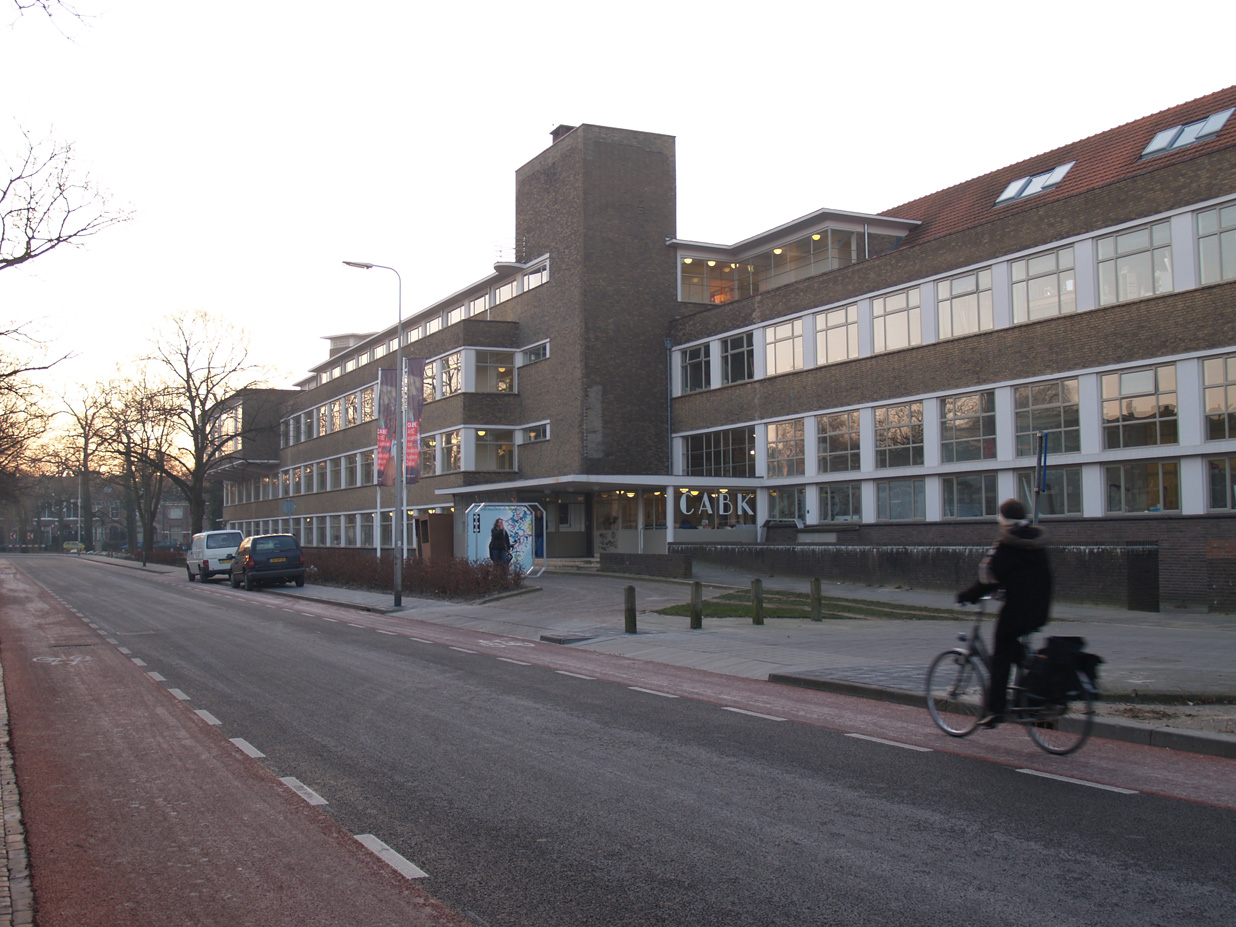
ArtEZ Art & Design in Zwolle

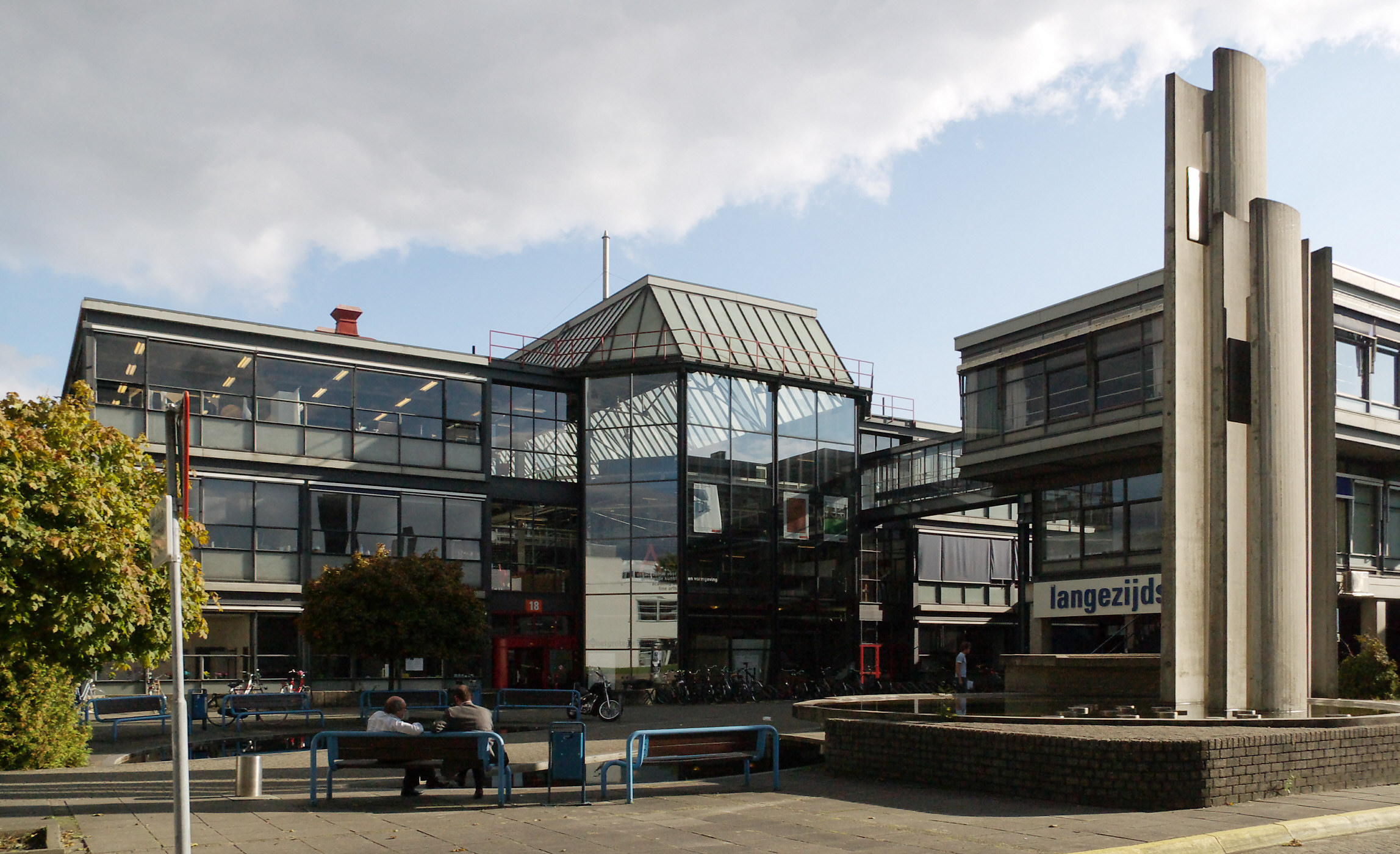
ArtEZ Art & Design (AKI) in Enschede am alten Standort Hallenweg

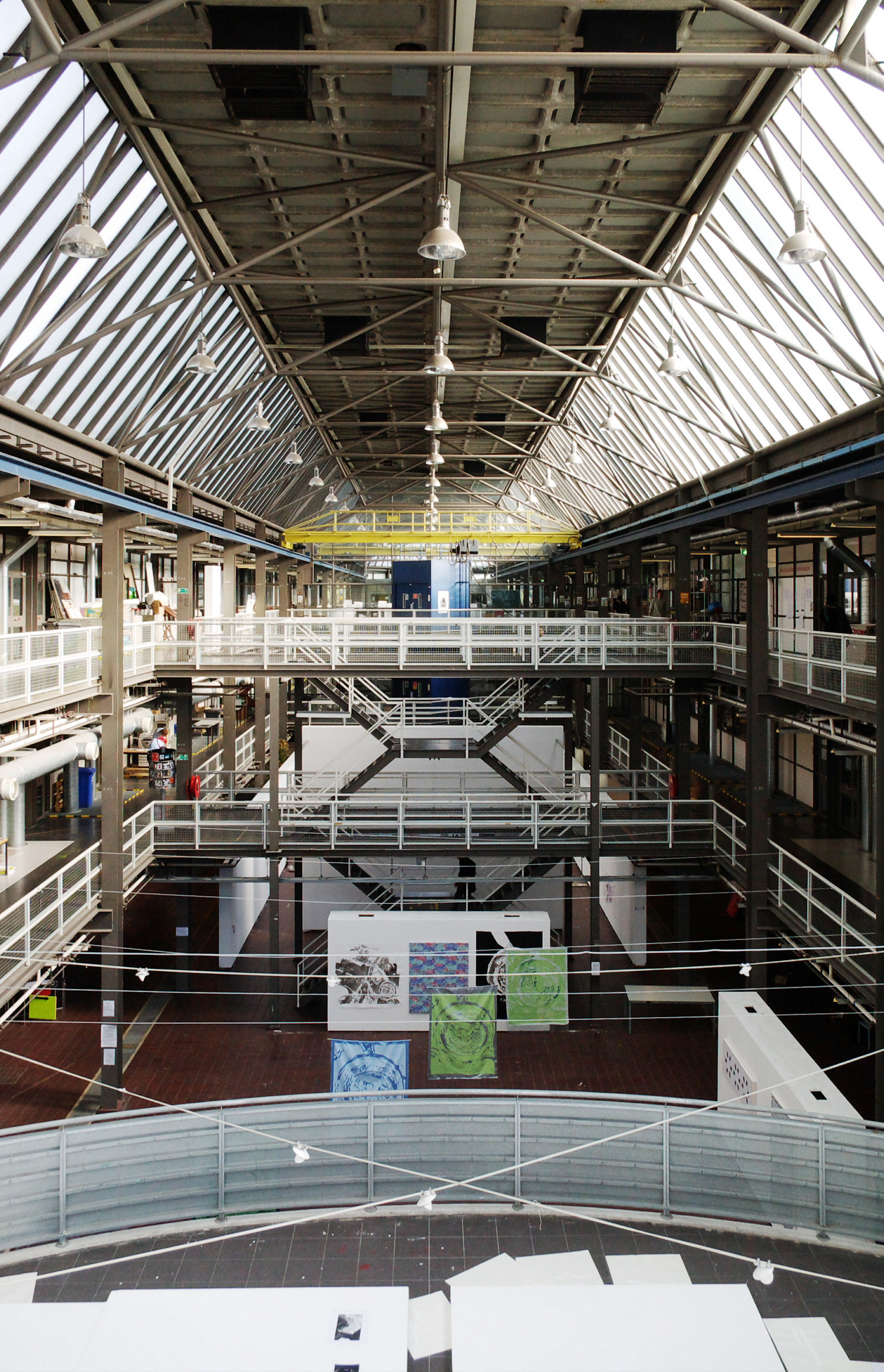
Blick in die zentrale Halle der AKI Enschede am alten Standort Hallenweg

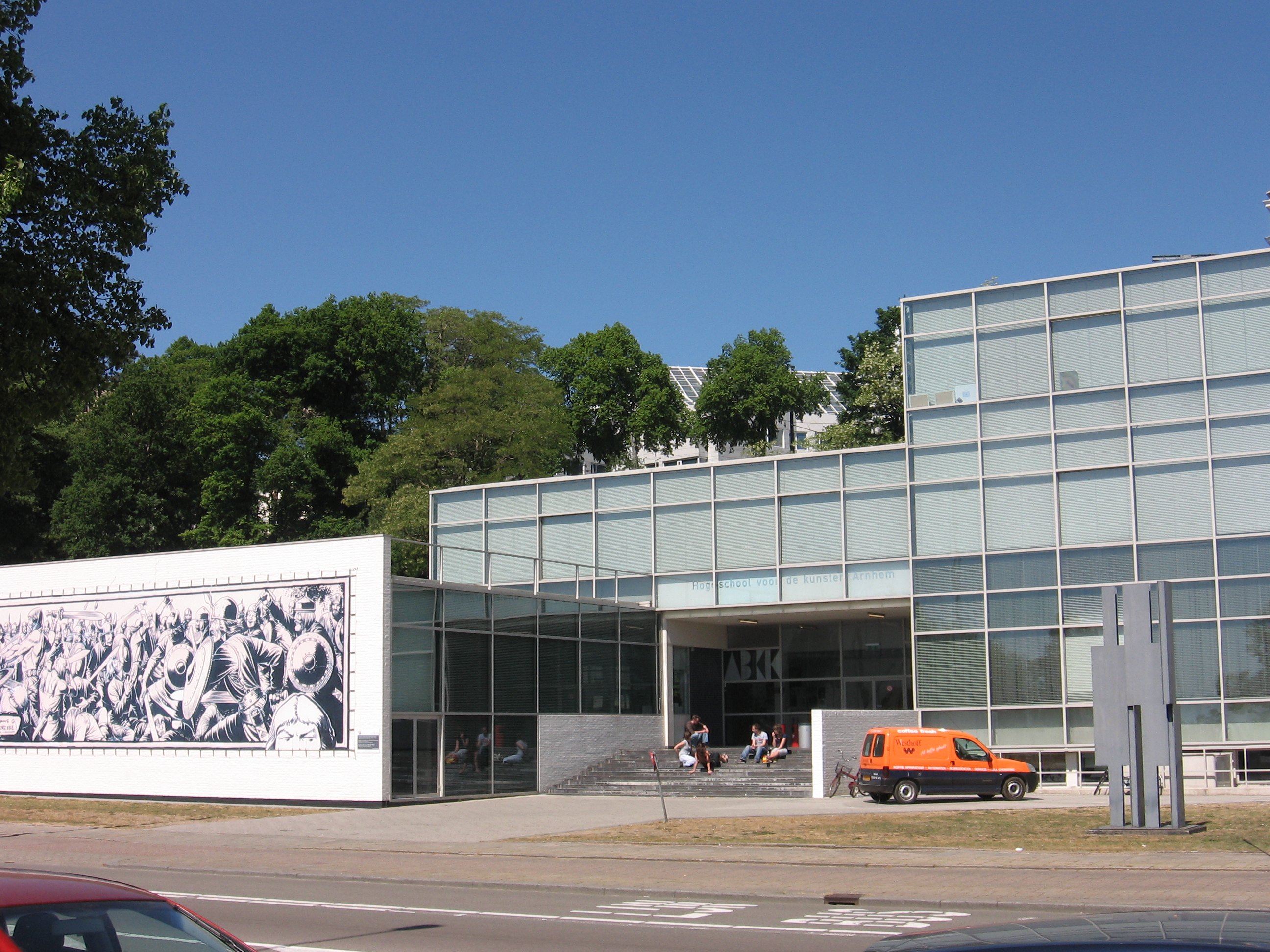
ArtEZ Arnhem

Die ArtEZ ist eine Kunsthochschule in den Niederlanden. Sie entstand am 1. Januar 2002 aus der Fusion verschiedener Akademien und Kunsthochschulen in Arnhem, Enschede und Zwolle, gelegen in den Provinzen Gelderland und Overijssel der östlichen Niederlande. Im Jahr 2006 wurde das bis dahin noch selbständige Conservatorium Enschede Bestandteil der ArtEZ. ArtEZ ist ein Kunstwort aus den Anfangsbuchstaben der drei Hochschulstandorte und „art“, also „Kunst“, was auf die hauptsächliche Ausrichtung der Institute hinweisen soll.
An den verschiedenen Standorten der ArtEZ werden etwa 3.000 Studierende von über 850 Mitarbeitern betreut, damit ist sie die größte niederländische Kunsthochschule, wenn auch im Verhältnis zu allgemeinbildenden Universitäten relativ klein. Angeboten werden sowohl Bachelor- als auch Master-Studiengänge.

## Abteilungen
- ArtEZ Akademie für Bildende Künste Arnhem, gegründet 1929
- ArtEZ Academie voor Art & Design Enschede (früher AKI (Akademie für Kunst und Industrie)), gegründet 1949
- ArtEZ Art & Design Zwolle, gegründet ursprünglich 1978 in Kampen
- ArtEZ School of Dance, Danceacademie Arnhem, gegründet in den 1930er Jahren
- ArtEZ Konservatorium, in Arnhem, Enschede und Zwolle
- ArtEZ Theaterschule, in Arnhem (1956) und Zwolle
- ArtEZ Fashion, Design & Strategy in Arnhem
- ArtEZ Akademie für Baukunst, in Arnhem, gegründet 1949
- ArtEZ Akademie für Kunsterziehung, Zwolle

## Studienrichtungen
Bildende Künste
- Kunstpädagogik für bildende Kunst und Gestaltung

autonome Kunst
- Freie Kunst

2D
- Malerei
- Zeichnen

3D
- Skulpturen bilden
- Installation
- Produktdesign

4D
- Video & Film
- Fotografie
- Neue Medienkunst
- gemischte Medien

angepasste Kunst (Kunst und Kommunikationsdesign)
- Grafikdesign / Illustration
- Fotografiedesign
- Interaktives Design und Videodesign / Animation
- Gestaltung von öffentlichem Raum

Tanz
- TanzausbilderIN
- TänzerIN / ChoreographerIN

Musik
- MusikdozentIN
- Jazz & Pop
- Klassische Musik
- Medienmusik / Musikproduktion
- Musiktheater
- Musiktherapie
- Popmusik

Theater
- Schauspiel
- Dozent für Dramaturgie

Mode
- Fashion, Design and Strategy
- Modegestaltung

Baukunst
- Architektur